# Amore e guai...
Amore e guai... è un film del 1958 diretto da Angelo Dorigo.

## Trama
Tre storie si dipanano parallelamente. 
Un dongiovanni di nome Roberto corteggia una giovane attrice di fotoromanzi nel giorno in cui è previsto il suo fidanzamento con la donna che ama, nonostante l'opposizione della famiglia di lei.
Franco, un addetto del treno, vi fa salire di nascosto la fidanzata, telefonista, per riuscire  a vederla malgrado i loro orari di lavoro che non coincidono.
Un ex-carcerato, Paolo, cerca lavoro per poter sposare la propria fidanzata Marisa, che un trauma ha reso muta.

## Produzione
Le scene della storia riguardante Franco e Lisa (Mastroianni e Galter), e Roberto e Teresa (Arena e Cianni) sono in bianco e nero, mentre quelle con Basehart e Cortese a colori.

## Accoglienza

### Critica
(Giancarlo Zappoli)